# Jumièges
Jumièges ist eine französische Gemeinde mit 1743 Einwohnern (Stand 1. Januar 2022) im Département Seine-Maritime in der Region Normandie.

## Geographie
Jumièges liegt am rechten Ufer der Seine in einer Flussschleife zwischen Le Havre und Rouen. Jumièges ist Teil des Regionalen Naturparks Boucles de la Seine Normande.

## Einwohnerentwicklung
| Jahr      | 1962 | 1968 | 1975 | 1982 | 1990 | 1999 | 2008 | 2017 |
| Einwohner | 1214 | 1305 | 1474 | 1634 | 1641 | 1714 | 1718 | 1719 |

## Sehenswürdigkeiten
- Abtei Jumièges: gegründet vom heiligen Philibert; die Abtei Jumièges ist eine der großartigsten und schönsten Ruinen Frankreichs, sie ist öffentlich zugänglich.
- Kirche St-Valentin (Jumièges)